# Briobecca Urayasu Ichikawa
Briobecca Urayasu Ichikawa (jap. ブリオベッカ浦安・市川 Buriobekka Urayasu Ichikawa) ist ein japanischer Fußballverein aus Urayasu in der Präfektur Chiba. Aktuell spielt der Verein in der vierten Liga, der Japan Football League.

## Geschichte
Der Verein wurde 1989 unter dem Namen Urayasu Junior Soccer Club (浦安ジュニア・サッカークラブ Urayasu Junia Sakkā-bu) als reiner Jugendfußballverein gegründet. Im Jahr 2000 kam eine Erwachsenenabteilung hinzu, die in den Spielbetrieb der Ligen der Präfektur Chiba eingegliedert wurde. Ab 2005 spielte Urayasu in der höchsten Präfekturliga; dort belegte man zwar fast immer vordere Plätze, das letzte Quäntchen zum Erreichen der Meisterschaft fehlte allerdings ebenso regelmäßig, so dass es bis zur Saison 2011 dauerte, bis endlich der Aufstieg in die Kantō-Regionalliga gelang.
Mit dem Aufstieg änderte sich auch der Name zu Urayasu Soccer Club (浦安サッカークラブ Urayasu Sakkā-bu). In der Folgesaison wurde in der Division 2 der Regionalliga auf Anhieb der dritte Platz erreicht, ein Jahr später folgte mit dem Gewinn des Meistertitels der erneute Aufstieg in das Regionalliga-Oberhaus. Zudem konnte Urayasu sich zum ersten Mal in der Vereinsgeschichte für den Kaiserpokal qualifizieren.
Die zwei Jahre, die die Mannschaft in der Division 1 der Regionalliga verbrachte, waren bislang die erfolgreichsten der Vereinsgeschichte. So konnte in beiden Spielzeiten die Meisterschaft errungen werden, was mit der Qualifikation zur nationalen Regionalligen-Finalrunde verbunden war. Hier scheiterte man 2014 noch in der Vorrunde; nach einem erneuten Namenswechsel zu Briobecca Urayasu gelang ein Jahr später der zweite Platz in der Endrunde und damit das Erreichen der Japan Football League. Dort konnte sich der Verein für zwei Jahre halten, bevor am Ende der Saison 2017 durch Abstieg die Rückkehr in die Regionalliga erfolgte. Briobecca hatte hierbei Pech, dass keiner der drei in diesem Jahr zum Aufstieg in die J3 League berechtigten Vereine (Vanraure Hachinohe, FC Imabari und Nara Club) die dafür notwendige Platzierung unter den ersten Vier erreichte, denn dadurch erhöhte sich der Abstieg aus der Spielklasse um einen Verein.
Am 6. Dezember 2024 gab der Verein bekannt, dass der Vereinsname ab der Saison 2025 in Briobecca Urayasu Ichikawa umbenannt wird. Sie fügten den Namen der Stadt Ichikawa zu ihrem Namen hinzu.

## Vereinsname
Der Name Briobecca ist ein aus zwei Teilen bestehendes Portmanteau. Hierbei wurden die Begriffe Brionac (der Name des magischen Speeres des keltischen Gottes Lugh) und Beka-fune (べか船, ein für die Region Urayasu typisches einsitziges Schiff, welches zur Ernte von Nori-Algen verwendet wurde) verschmolzen.

## Erfolge
- Kantō Soccer League Div. 2: 2013
- Kantō Soccer League Div. 1: 2014, 2015
- Shakaijin Cup: 2022

## Saisonplatzierung
| Saison                     | Liga                         | Platz               | Kaiserpokal         | Shakaijin Cup       |
| Urayasu Soccer Club        | Urayasu Soccer Club          | Urayasu Soccer Club | Urayasu Soccer Club | Urayasu Soccer Club |
| -------------------------- | ---------------------------- | ------------------- | ------------------- | ------------------- |
| 2012                       | Kantō Soccer League (Div. 2) | 3.                  |                     |                     |
| 2013                       | Kantō Soccer League (Div. 2) | 1.                  |                     |                     |
| 2014                       | Kantō Soccer League (Div. 1) | 1.                  |                     |                     |
| Briobecca Urayasu          |                              |                     |                     |                     |
| 2015                       | Kantō Soccer League (Div. 1) | 1.                  |                     |                     |
| 2016                       | Japan Football League        | 11.                 |                     |                     |
| 2017                       | Japan Football League        | 15. ▼               |                     |                     |
| 2018                       | Kantō Soccer League (Div. 1) | 6.                  |                     |                     |
| 2019                       | Kantō Soccer League (Div. 1) | 4.                  |                     |                     |
| 2020                       | Kantō Soccer League (Div. 1) | 2.                  |                     |                     |
| 2021                       | Kantō Soccer League (Div. 1) | 2.                  |                     |                     |
| 2022                       | Kantō Soccer League (Div. 1) | 6.                  |                     | Sieger              |
| 2023                       | Japan Football League        | 2.                  |                     |                     |
| 2024                       | Japan Football League        | 8.                  |                     |                     |
| Briobecca Urayasu Ichikawa |                              |                     |                     |                     |
| 2025                       | Japan Football League        |                     |                     |                     |

## Trainer
Stand: März 2025
| Trainer         | Nation | von               | bis                |
| --------------- | ------ | ----------------- | ------------------ |
| Yoshiyuki Saito | Japan  | 1. Januar 2011    | 25. Juni 2017      |
| Kei Shibata     | Japan  | 1. Juli 2017      | 12. November 2017  |
| Masashi Hachuda | Japan  | 1. Februar 2018   | 30. September 2018 |
| Tomohiko Suzui  | Japan  | 1. September 2018 | 31. Januar 2019    |
| Satoshi Tsunami | Japan  | 1. Februar 2019   |                    |